# S (слово латинице)
S (ес) је деветнаесто слово латинице, двадесетчетврто слово српске латинице. Може такође бити:
- Ознака за безвучни денитални фрикативни сугласник у фонетици српског језика, као и већем броју других језика.
- Ознака за сумпор - S - у хемији.
- Такође у хемији ознака за супстанцу у чврстом агрегатном стању: (s) или (solid).
- Међународна аутомобилска ознака за Шведску

## Историја
Слово S је почело као фенички Sin и грчко Sigma, да би се кроз векове развило у S какво данас познајемо.
| Прото семитска | Феничко | Грчко | Етрушћанско | Римско курзив | Римско |
| -------------- | ------- | ----- | ----------- | ------------- | ------ |
| Прото семитска | Феничко | Грчко | Етрушћанско | Римско курзив | Римско |

| Велико писано | Старо Турско | Каролинг    | Сигнално наутичко | Брајева абецеда | Абецеда глувонемих |
| ------------- | ------------ | ----------- | ----------------- | --------------- | ------------------ |
| Велико писано | Старо Турско | Каролингово S| Сигнално наутичко | Брајева абецеда | Абецеда глувонемих |